# أندرياس فون بومغارتنر
أندرياس فون بومغارتنر (بالألمانية: Andreas von Baumgartner) (ولد عام 1793 في فريدبيرغ- توفي عام– 1865 في فيينا)، فيزيائي، وأستاذ جامعي من الإمبراطورية النمساوية المجرية .
وكان عضواً في الأكاديمية الهنغارية للعلوم .
توفي في فيينا ، عن عمر يناهز 72 عاماً.

## مناصب وهيئات
أدار جامعة فيينا.

## جوائز
حصل على جوائز منها:
- Bavarian Maximilian Order for Science and Art.